# Municipio de Logan (condado de Cuming)
El municipio de Logan (en inglés: Logan Township) es un municipio ubicado en el condado de Cuming en el estado estadounidense de Nebraska. En el año 2010 tenía una población de 201 habitantes y una densidad poblacional de 2,16 personas por km².

## Geografía
El municipio de Logan se encuentra ubicado en las coordenadas 41°57′10″N 96°43′27″O / 41.95278, -96.72417. Según la Oficina del Censo de los Estados Unidos, el municipio tiene una superficie total de 93.13 km², de la cual 93,13 km² corresponden a tierra firme y (0 %) 0 km² es agua.

## Demografía
Según el censo de 2010, había 201 personas residiendo en el municipio de Logan. La densidad de población era de 2,16 hab./km². De los 201 habitantes, el municipio de Logan estaba compuesto por el 100 % blancos. Del total de la población el 0 % eran hispanos o latinos de cualquier raza.